# Lijstermierpitta
De lijstermierpitta (Myrmothera campanisona) is een zangvogel uit de familie Grallariidae (mierpitta's).

## Verspreiding en leefgebied
Deze soort komt voor in het Amazonegebied en telt vijf ondersoorten:
- M. c. modesta: zuidoostelijk Colombia.
- M. c. dissors: oostelijk Colombia, zuidelijk Venezuela en noordwestelijk Brazilië.
- M. c. campanisona: zuidoostelijk Venezuela, de Guyana's en noordoostelijk Brazilië.
- M. c. signata: oostelijk Ecuador en noordoostelijk Peru.
- M. c. minor: oosrtelijk Peru, amazonisch westelijk Brazilië en noordwestelijk Bolivia.

## Status
De grootte van de populatie is niet gekwantificeerd maar de soort wordt omschreven als vrij algemeen. Op de Rode lijst van de IUCN heeft deze soort de status niet bedreigd.

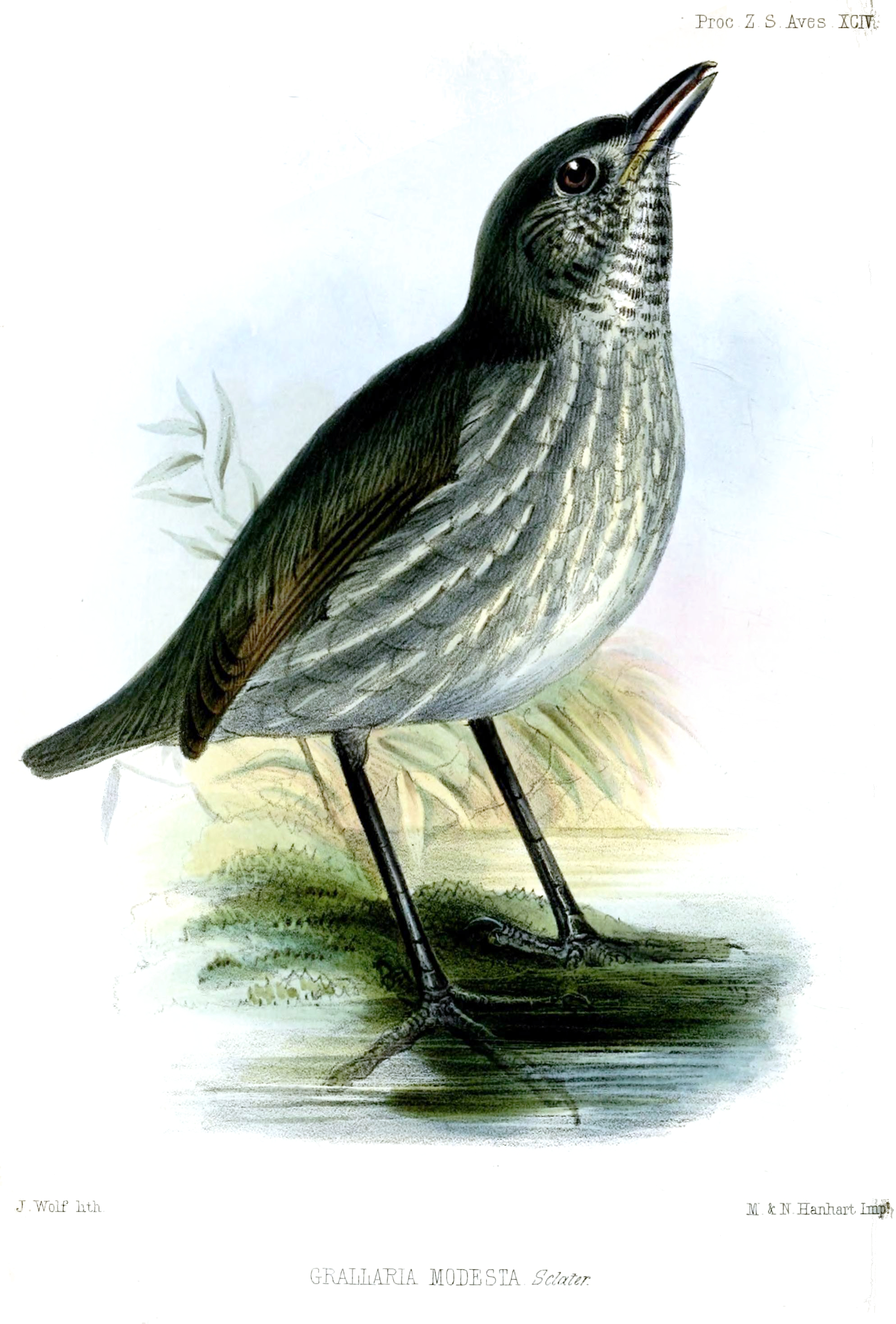
Myrmothera campanisona modesta